# 李彬 (1949年)
李彬（1949年—2004年11月27日），佤名尼希（nyī si），佤族，云南沧源人，中华人民共和国政治人物。第八届全国人大代表。

## 生平
1964年任民办教师。1970年11月加入中国共产党。1972年调到沧源县文教局工作，1975年提拔为文教局副局长，1984年8月任局长。1987年5月，任沧源县副县长。1993年3月，任沧源县县长。1997年12月，任临沧行政公署专员助理。1999年1月，任临沧地区城建环保局党组书记、局长。2003年，任临沧政协工委副主任。2004年9月，当选政协临沧市委员会副主席。2004年因心脏病去世。